# Adolfo Mazza
Adolfo Pietro Mazza (Rivanazzano, 27 settembre 1865 – Genova, 31 marzo 1956) è stato un ciclista su strada e imprenditore italiano, fu secondo ai Campionati italiani nel 1885 e nel 1887. Mazza acquisì la licenza italiana per la produzione di fibrocemento contenente amianto e fondò la fabbrica Eternit a Casale Monferrato nel 1907, che gestì in qualità di Presidente e Amministratore Delegato. Cavaliere del Lavoro dal 1936.